# Harry Dénis
Henri Léonard Barthélémi ("Harry") Dénis (Den Haag, 28 augustus 1896 – aldaar, 13 juli 1971) was in de jaren twintig van de 20e eeuw een van de bekendste Nederlandse voetballers. Hij nam driemaal deel aan de Olympische Spelen en won hierbij één bronzen medaille.
Dénis speelde bij het Haagse HBS, waarmee hij in 1925 landskampioen werd. Meestal speelde hij rechtsback; ook in het Nederlands elftal waarvoor hij 56 maal uitkwam, waarvan 37 maal als aanvoerder.
Hij nam deel aan de Olympische Spelen van 1920 in Antwerpen, 1924 in Parijs en 1928 in Amsterdam. Bij die laatste Spelen legde hij namens alle deelnemers de olympische eed af.
Zijn laatste internationale wedstrijd speelde hij in 1930 tegen België. In 1953 benoemde de KNVB hem tot lid van de Technische- en de Keuze Commissie van het Nederlands elftal. Dénis was erelid van de KNVB.
Hij studeerde in 1926 in Delft af als civiel ingenieur en werkte bij Werkspoor en de Bataafsche Import Maatschappij (Shell) voordat hij in 1931 in Den Haag een architecten-en-ingenieursbureau stichtte, dat bioscooptheaters en villa's ontwierp. Ook was hij aandeelhouder en commissaris van de Nederlandse Cocaïnefabriek (NCF), die cocaïne voor medicinale doeleinden produceerde. Toen hij overleed was hij directeur van een bouwmachinefabriek te Rotterdam.
In Den Haag is de Harry Dénisstraat naar hem vernoemd.
Hij is de voetballer met de meeste eigen doelpunten in het Nederlands Elftal.